# Carcinarachne brocki
Carcinarachne brocki är en spindelart som beskrevs av Schmidt 1956. Carcinarachne brocki ingår i släktet Carcinarachne och familjen krabbspindlar.
Artens utbredningsområde är Ecuador. Inga underarter finns listade.